# كاثرين غالاغير (ممثلة)
كاثرين غالاغير (بالإنجليزية: Kathryn Gallagher)‏ هي مغنية وممثلة أمريكية، ولدت في 3 يوليو 1993 في نيويورك في الولايات المتحدة.

## وصلات خارجية
- كاثرين غالاغير (ممثلة) على موقع IMDb (الإنجليزية)
- كاثرين غالاغير (ممثلة) على موقع ميوزك برينز (الإنجليزية)
- كاثرين غالاغير (ممثلة) على موقع قاعدة بيانات برودواي على الإنترنت (الإنجليزية)
- كاثرين غالاغير (ممثلة) على موقع ديسكوغز (الإنجليزية)
- كاثرين غالاغير (ممثلة) على موقع قاعدة بيانات الفيلم (الإنجليزية)